# Ganina Yama

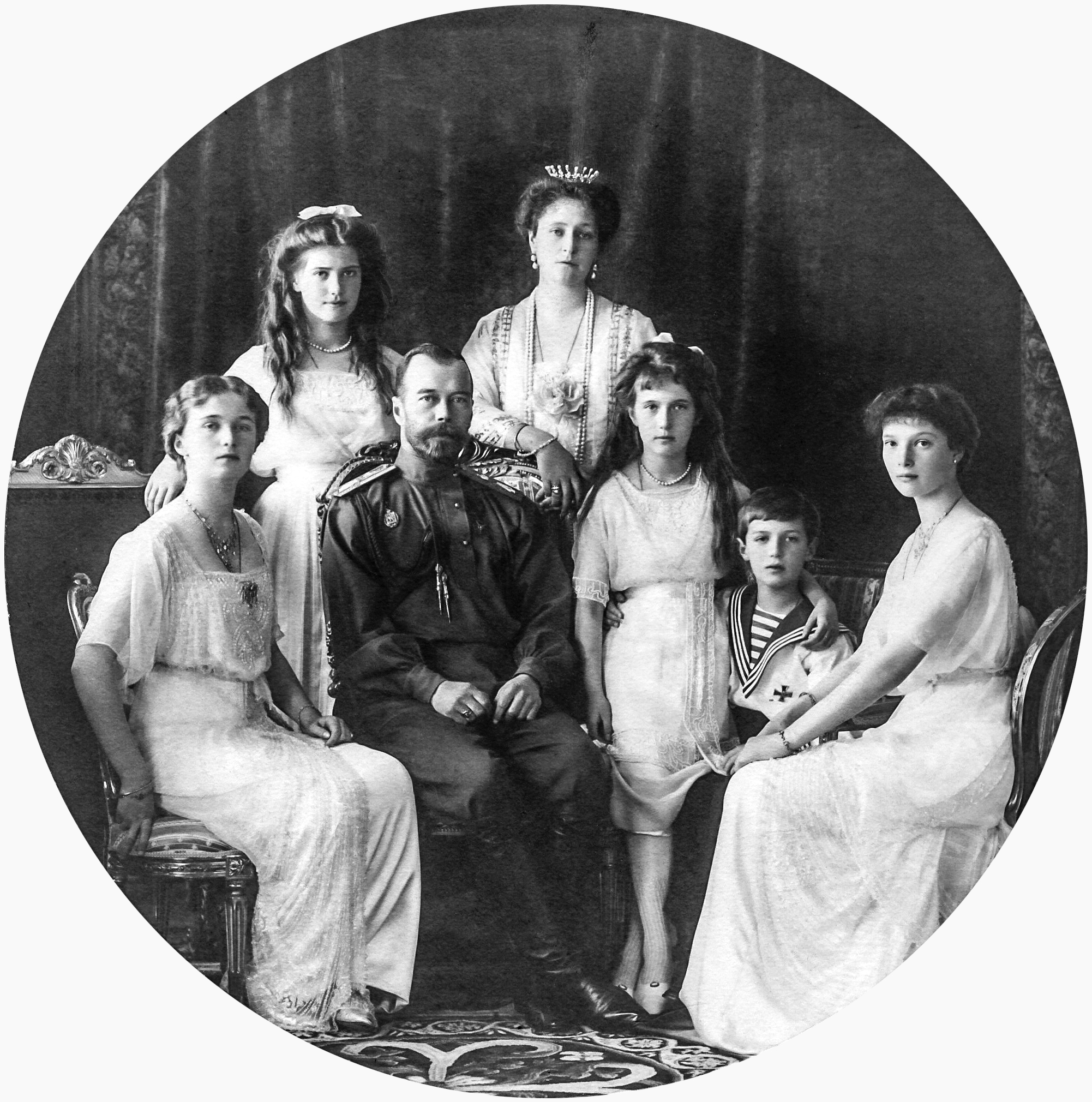
Nicolás II con su familia: (de izquierda a derecha) María, Olga, Zar Nicolás II, su esposa Alejandra, Anastasia, Alekséi y Tatiana.

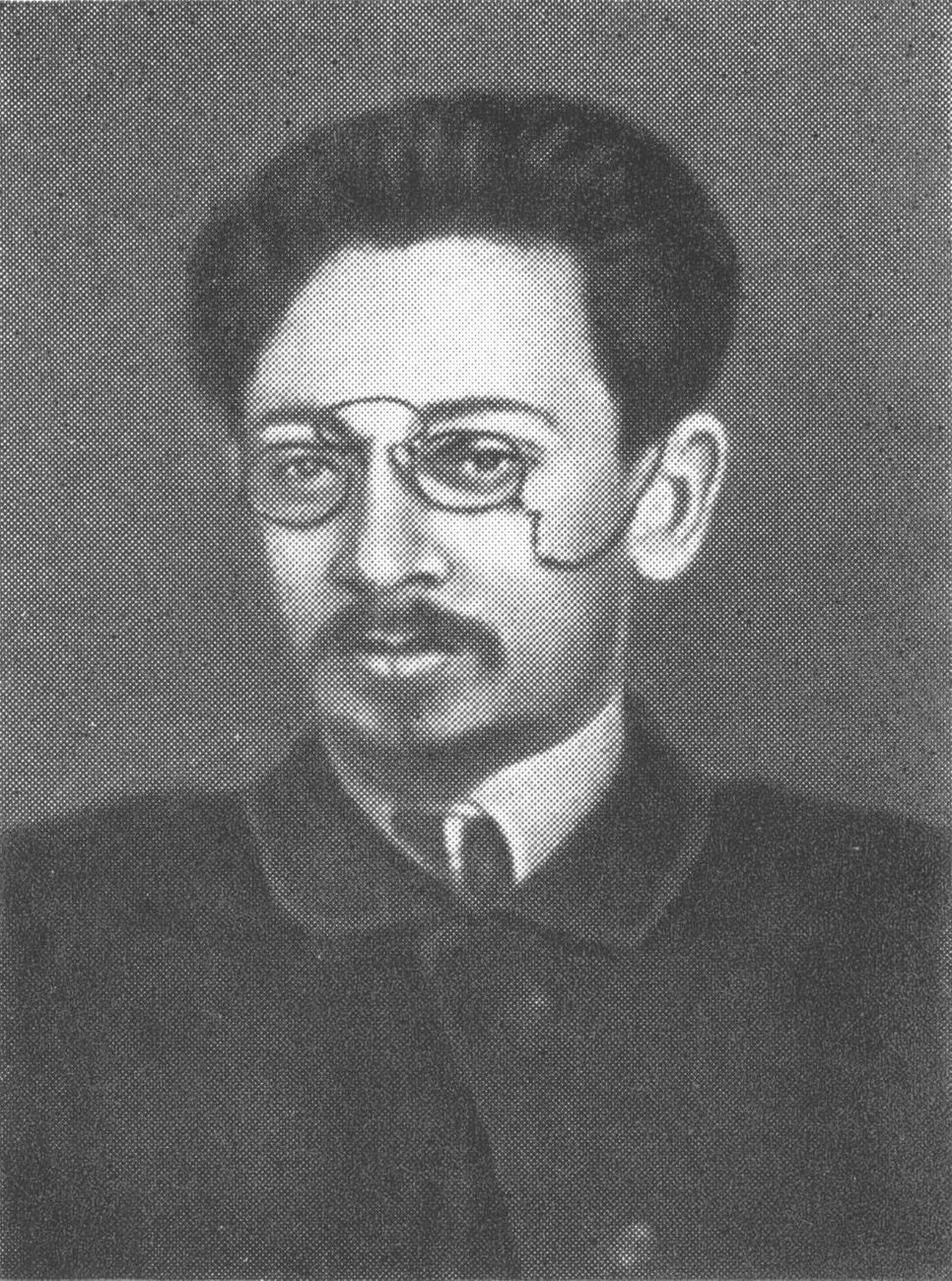
Yákov Sverdlov fue responsable de la ejecución de la familia.

Gánina Yama (en ruso: Га́нина Я́ма, "Foso de Ganya") era una fosa de 9 metros de profundidad en la mina Cuatro Hermanos cerca del pueblo de Koptyakí, 15 km al norte de Ekaterinburgo. 

## Historia
En la noche del 17 de julio de 1918, los cuerpos del zar Nicolás II de Rusia y su familia (que habían sido asesinados en la Casa Ipátiev) fueron transportados de forma secreta a Gánina Yama y echados a la fosa.

Una semana después, el Ejército Blanco expulsó a los bolcheviques de la zona y puso en marcha una investigación sobre la suerte de la familia real. Un extenso informe llegó a la conclusión de que los restos de la familia real habían sido incinerados en la mina, ya que fueron encontradas las evidencias de disparos y huesos carbonizados, pero sin cuerpos.

Los bolcheviques, dándose cuenta de que el sitio del entierro ya no era un secreto, habían vuelto al lugar de noche, después del primer entierro, para trasladar los cuerpos a otra parte. El informe secreto de los bolcheviques sobre la ejecución y entierro no dio la ubicación del lugar del segundo entierro, pero la descripción facilitó pistas.

El segundo sitio de entierro, un campo conocido como Pradera del cerdo (en ruso: Поросёнков лог, Porosiónkov Log) ubicado a unos 7 kilómetros de Gánina Yama (56°54′41″N 60°29′44″E / 56.9113628, 60.4954326), fue descubierto a finales de 1970 mediante una investigación clandestina, pero se mantuvo en secreto hasta que cambió el clima político en 1989.

En 1995, los restos encontrados en la Pradera del Cerdo fueron identificados como los Románov usando ADN de los familiares vivos de Nicolás y Alejandra. La fosa de la Pradera del Cerdo está marcada por una cruz simple ante la fosa de entierro. Un segundo enterramiento más pequeño fue encontrado en 2007, que contenía los restos de dos jóvenes Románov desaparecidos de la tumba más grande. Las excavaciones posteriores estaban previstas para el verano de 2009.

La Iglesia Ortodoxa Rusa, basándose en el informe del Ejército Blanco promonárquico antes que en cualquier bolchevique o la información suministrada por el gobierno, y dudando de la identificación del ADN, declaró al sitio de Gánina Yama tierra santa (descendientes de la familia Románov también dudaron sobre la identificación del ADN). La familia real y su séquito habían sido canonizados en 1981 por la Iglesia Ortodoxa Rusa en el Extranjero. Los motivos aducidos fueron tanto honrar la humildad de la familia durante su cautiverio como su condición de mártires políticos. Con la asistencia financiera de la Ural Mining and Metallurgical Company, la Iglesia levantó el Monasterio de los Portadores Zaristas de la Santa Pasión en el sitio en 2001. Una gran cruz marca el borde del pozo de la mina, visible como una depresión en el suelo.

Siete capillas se construyeron más tarde en este lugar, una para cada miembro de la familia real. Cada capilla está dedicada a un santo en particular o reliquia. En el aniversario del asesinato, un servicio nocturno se celebra en la Iglesia de Todos los Santos (Iglesia sobre la Sangre) en el sitio de la Casa Ipátiev. Al amanecer, sale una procesión de cuatro horas de caminata hacia Gánina Yama para otra ceremonia. La antigua mina está cubierta de lirios para la ceremonia.

## Galería

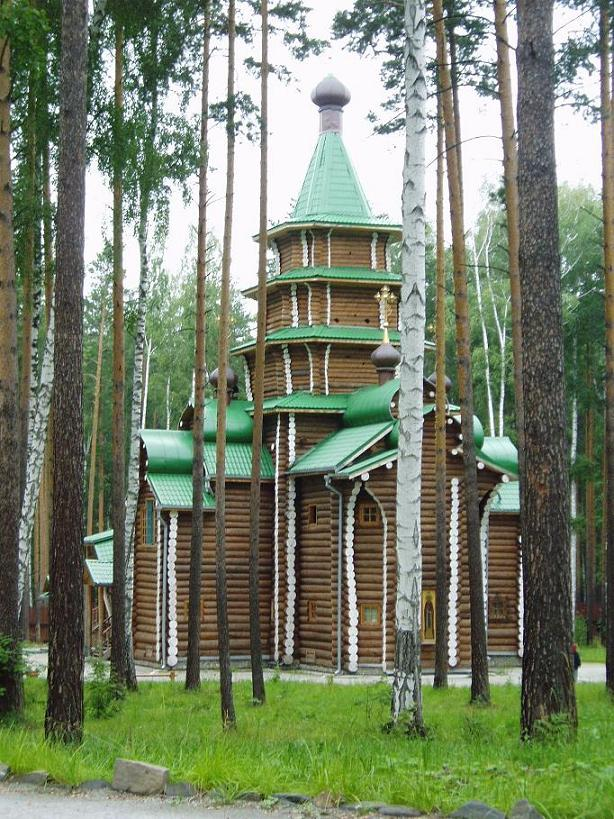
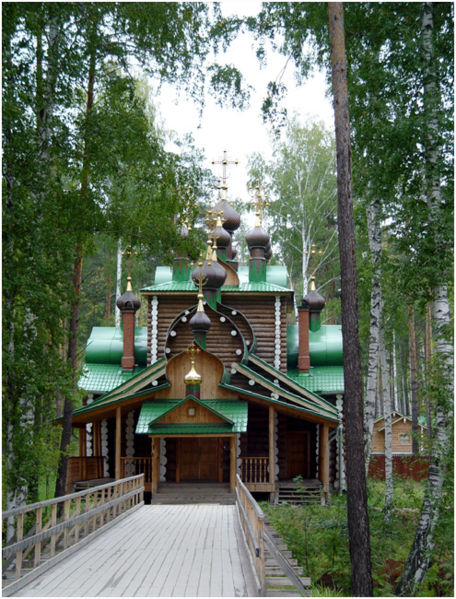
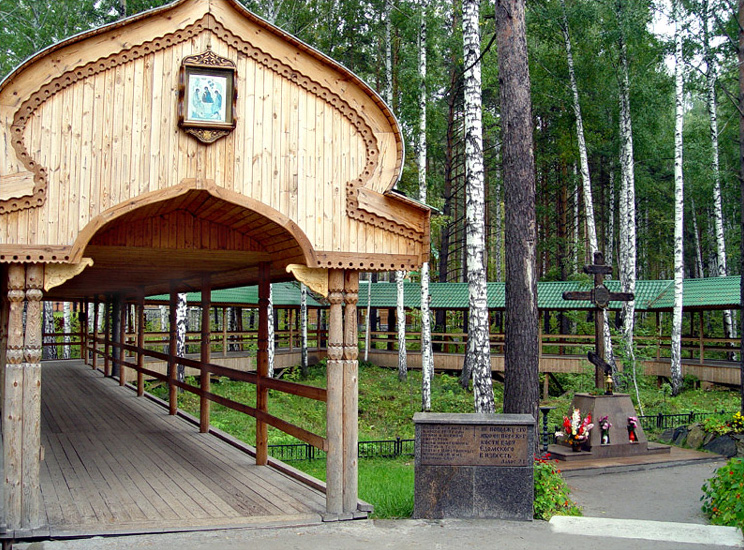